# Zedelgem
Zedelgem is een plaats en gemeente in de Belgische provincie West-Vlaanderen. De gemeente ligt tussen Brugge en Torhout en telt ruim 23.000 inwoners. Zedelgem (in de volksmond Zilleghem) bestaat sinds 1977 uit de deelgemeenten Aartrijke, Loppem, Veldegem en Zedelgem zelf.

## Geschiedenis
De omgeving van Zedelgem was reeds bewoond tijdens het neolithicum, getuige vondsten uit het begin van de 20e eeuw. Uit de bronstijd (3000–800 v.Chr.) werden ringvormige structuren van voormalige grafheuvels waargenomen. Bewoning uit de Romeinse tijd is onzeker, maar de plaatsnaam Zedelgem gaat vermoedelijk terug tot de Frankische tijd (5e eeuw). Vanaf de 6e eeuw werd de streek gekerstend en ontstonden er parochiekerken. De oudste schriftelijke vermelding, als Sedelingem, dateert van 1089. Zedelgem was een heerlijkheid, behorende tot het Brugse Vrije. De heren van Zedelgem droegen aanvankelijk de naam van Zedelgem, maar in 1419 stierf dit geslacht in de mannelijke lijn uit en kwam de heerlijkheid door huwelijk aan de familie van Haverskerke. Het patronaatsrecht van de kerk van Zedelgem kwam uiteindelijk in bezit van de Sint-Amandsabdij, wat in 1107 werd bevestigd. In 1266 kwam het aan de Sint-Pietersabdij te Gent, in ruil voor dat van Rumegies. In 1296 schonk de Graaf van Vlaanderen het Vloethemveld aan het Sint-Janshospitaal te Brugge.
In de 14e eeuw werd een gotische kerk gebouwd die de eerdere, Romaanse, kerk verving. 
De 16e en 17e eeuw brachten veel ellende met zich mee door de oorlogen tegen de noordelijke Nederlanden en later tegen Frankrijk. In de 2e helft van de 18e eeuw was sprake van opbloei. Van 1751–1754 werd de Torhoutsesteenweg aangelegd. Op het kruispunt van deze weg met de Kuilputstraat werd herberg De Gouden Leeuw opgericht, waaromheen zich een nieuwe kern, De Leeuw, ontwikkelde met bedrijvigheid, zoals een bakkerij en een windmolen.
In de nabijheid was ook een smidse, in bezit van Jacobus Dombrecht, waar in 1815 Alexander Claeys in de leer kwam, door huwelijk eigenaar van de smidse werd, welke uiteindelijk uitgebouwd werd tot een grote industriële onderneming: Op de kern Sint-Elooi (De Leeuw) stonden de werkhuizen Claeys, Superia, Packo en Excelsior (Hessels) aan de wieg van de metaalnijverheid in de gemeente. De verschillende fabrieken van de familie Claeys waren onder meer de constructeur van de Flandria-fietsen en motorfietsen (de eerste fiets werd in 1896 geproduceerd) alsook Superia die eveneens fietsen en motorfietsen maakten. Daarnaast was de firma Claeys bekend van landbouwmachines (in 1903 werd de eerste gietijzeren paardenmanege geproduceerd). Sinds de jaren 1960 is Claeys onderdeel van New Holland, en kende sindsdien internationale bekendheid als producent van maaidorsers. Het groeide uit tot de grootste industriële werkgever in de regio Brugge.
In 1875 kwamen de Zusters van Heule naar Zedelgem, om onderwijs te geven, in 1905 aangevuld door de Broeders Xaverianen.
Tijdens de Eerste Wereldoorlog werd Zedelgem door de Duitsers gebruikt als logistiek centrum ter bevoorrading van het IJzerfront, waarbij de fabrieken van Claeys als artilleriewerkplaats werden benut. Er werden tramlijnen aangelegd, munitiedepots en andere magazijnen. Ook kwam er een vliegveld. Deze infrastructuur is, op enkele bunkers na, vrijwel geheel verdwenen. In 1920 werd op het Vloethemveld door het Belgische leger een munitiepark in gebruik genomen.
De Tweede Wereldoorlog kwam voor Zedelgem ten einde met de bevrijding op 8 september 1944.
Nieuwe wijken werden gebouwd, zoals Groenhof vanaf 1963 en Groene Meersen vanaf 1969. De Linde werd in de jaren '70 van de 20e eeuw voltooid.

## Kernen
Naast Zedelgem zelf behoren tot de gemeente ook de deelgemeenten Aartrijke, Veldegem en Loppem. Op het grondgebied van de hoofdgemeente Zedelgem, ligt nog een groot gehucht, De Leeuw, aan het kruispunt Zuidwege.
| # | Naam           | Opp. (km²) | Inwoners (2020) | Inwoners per km² | NIS-code |
| - | -------------- | ---------- | --------------- | ---------------- | -------- |
| 1 | Zedelgem (I)   | 15,87      | 7 935           | 500              | 31040A   |
| 2 | Loppem (IV)    | 12,68      | 4 898           | 368              | 31040B   |
| 3 | Veldegem (III) | 10,95      | 5 211           | 476              | 31040C   |
| 4 | Aartrijke (II) | 21,13      | 4 802           | 227              | 31040D   |

De gemeente Zedelgem grenst zo aan een groot aantal dorpen:
| - a. Oostkamp (gemeente Oostkamp) - b. Waardamme (gemeente Oostkamp) - c. Ruddervoorde (gemeente Oostkamp) - d. Torhout (stad Torhout) - e. Wijnendale (stad Torhout) - f. Ichtegem (gemeente Ichtegem) |

| - g. Eernegem (gemeente Ichtegem) - h. Bekegem (gemeente Ichtegem) - i. Zerkegem (gemeente Jabbeke) - j. Snellegem (gemeente Jabbeke) - k. Sint-Andries (stad Brugge) - l. Sint-Michiels (stad Brugge) |

### Kaart

Zedelgem, deelgemeenten en buurgemeenten. De gele gebieden zijn bebouwde kernen.

## Bezienswaardigheden

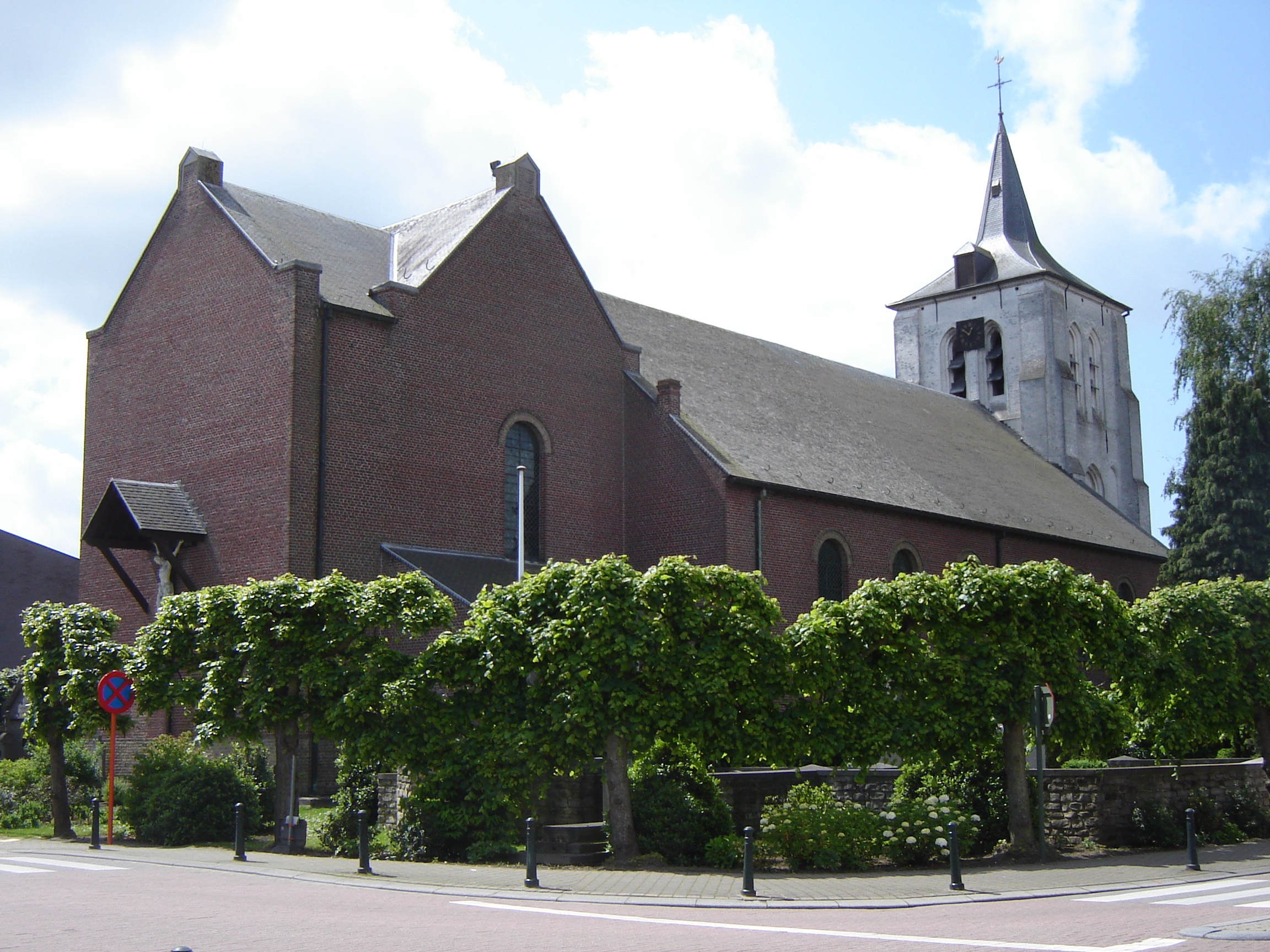
Sint-Laurentiuskerk

- De Sint-Laurentiuskerk bezit een zeldzame Romaanse doopvont uit Doornikse steen (12e eeuw).
- De Platsemolen, een molenrestant van 1866.
- Kerkhof van Zedelgem
- De Letse Bijenkorf, een omstreden[3] monument ter ere van soldaten van het Letse Legioen, een onderdeel van de Waffen-SS, die na afloop van de Tweede Wereldoorlog als krijgsgevangene opgesloten waren in een kamp nabij Zedelgem.[4]

## Natuur en landschap
Zedelgem behoort tot Zandig Vlaanderen en de kom ligt op een hoogte van ongeveer 12 meter, terwijl de hoogte van de omgeving varieert van 9 tot 20 meter. De Plaatsebeek stroomt door het centrum en de Zabbeek stroomt iets ten noorden daarvan.
Tot de nabijgelegen natuurgebieden behoren het Vloethemveld, in het westen, dat het vroegere munitiedepot herbergt en een beschermd landschap is. Ten oosten van de buurtschap De Leeuw vindt men het gemeentelijk domein Merkenveld, een bosgebied waarin zich ook een jeugdverblijf bevindt. Ook Doeveren bevindt zich deels op Zedelgems grondgebied.
Op het grondgebied van Zedelgem bevinden zich ook enkele wandelpaden, namelijk Merkenveldpad, Sint-Maartenspad, Sint-Elooipad, Heirwegpad en Klytepad. Fietsroutes zijn de Boschvogelroute en de Zilleghemroute.

## Politiek

### Structuur
| Zedelgem         | Zedelgem         | Supranationaal         | Nationaal                         | Nationaal                         | Gemeenschap               | Gewest                    | Provincie                 | Arrondissement  | Provinciedistrict | Kanton          | Gemeente        |
| ---------------- | ---------------- | ---------------------- | --------------------------------- | --------------------------------- | ------------------------- | ------------------------- | ------------------------- | --------------- | ----------------- | --------------- | --------------- |
| Administratief   | Niveau           | Europese Unie          | België                            | België                            | Vlaanderen                | Vlaanderen                | West-Vlaanderen           | Brugge          | Brugge            | Brugge          | Zedelgem        |
| Administratief   | Bestuur          | Europese Commissie     | Belgische regering                | Belgische regering                | Vlaamse regering          | Vlaamse regering          | Deputatie                 | Deputatie       | Deputatie         | Deputatie       | Gemeentebestuur |
| Administratief   | Raad             | Europees Parlement     | Kamer van volksvertegenwoordigers | Kamer van volksvertegenwoordigers | Vlaams Parlement          | Vlaams Parlement          | Provincieraad             | Provincieraad   | Provincieraad     | Provincieraad   | Gemeenteraad    |
| Kiesomschrijving | Kiesomschrijving | Nederlands Kiescollege | Kieskring West-Vlaanderen         | Kieskring West-Vlaanderen         | Kieskring West-Vlaanderen | Kieskring West-Vlaanderen | Kieskring West-Vlaanderen | Brugge          | Brugge            | Brugge          | Zedelgem        |
| Verkiezing       | Verkiezing       | Europese               | Federale                          | Federale                          | Vlaamse                   | Vlaamse                   | Provincieraads-           | Provincieraads- | Provincieraads-   | Provincieraads- | Gemeenteraads-  |

Vanaf 2015 is Annick Vermeulen (CD&V) burgemeester. Ze volgt er partijgenoot Patrick Arnou op.

### Resultaten gemeenteraadsverkiezingen sinds 1976
| Partij of kartel     | Partij of kartel                                                      | 10-10-1976 | 10-10-1976 | 10-10-1982 | 10-10-1982 | 9-10-1988 | 9-10-1988 | 9-10-1994 | 9-10-1994 | 8-10-2000 | 8-10-2000 | 8-10-2006 | 8-10-2006 | 14-10-2012 | 14-10-2012 | 14-10-2018 | 14-10-2018 | 13-10-2024 | 13-10-2024 |
| Stemmen / Zetels     | Stemmen / Zetels                                                      | %          | 25         | %          | 25         | %         | 25        | %         | 27        | %         | 27        | %         | 27        | %          | 27         | %          | 27         | %          | 27         |
| -------------------- | --------------------------------------------------------------------- | ---------- | ---------- | ---------- | ---------- | --------- | --------- | --------- | --------- | --------- | --------- | --------- | --------- | ---------- | ---------- | ---------- | ---------- | ---------- | ---------- |
|                      | SP1/ sp.a-GroenD/ SAMEN sp.a2/ Vooruit3                               | 14,171     | 3          | 14,871     | 3          | 14,451    | 3         | 9,651     | 2         | 10,371    | 2         | 15,41D    | 4         | 14,85D     | 3          | 6,172      | 1          | 8,83       | 2          |
|                      | Agalev1/ sp.a-GroenD/ Groen2                                          | -          |            | -          |            | 5,071     | 0         | 6,891     | 1         | 8,491     | 2         | 15,41D    | 4         | 14,85D     | 3          | 11,272     | 2          | 7,22       | 1          |
|                      | CVP1/ CVP-NWA/ CD&V-NieuwB/ Lijst BurgemeesterC / Team BurgemeesterD  | 55,461     | 15         | 44,121     | 12         | 33,421    | 10        | 31,141    | 10        | 57,64A    | 19        | 58,21B    | 18        | 58,77B     | 18         | 58,74B     | 19         | 55,0D      | 17         |
|                      | NIEUW1/ CVP-NWA/ CD&V-NieuwB/ Lijst BurgemeesterC/ Team BurgemeesterD | -          |            | -          |            | 31,81     | 9         | 36,681    | 11        | 57,64A    | 19        | 58,21B    | 18        | 58,77B     | 18         | 58,74B     | 19         | 55,0D      | 17         |
|                      | VU1/ N-VA2                                                            | -          |            | 9,641      | 2          | 6,131     | 1         | -         |           | -         |           | -         |           | 20,362     | 5          | 13,622     | 3          | 17,42      | 4          |
|                      | Vlaams Blok1/ Vlaams Belang2                                          | -          |            | -          |            | -         |           | 2,951     | 0         | 6,281     | 1         | 10,162    | 2         | 6,032      | 1          | 9,372      | 2          | 11,72      | 3          |
|                      | PVV1/ VLD2/ VLD-Vivant OK3                                            | 3,851      | 0          | -          |            | -         |           | 12,362    | 3         | 13,42     | 3         | 13,763    | 3         | -          |            | -          |            | -          |            |
|                      | PW                                                                    | 26,52      | 7          | 30,65      | 8          | 9,12      | 2         | -         |           | -         |           | -         |           | -          |            | -          |            | -          |            |
| Anderen(*)           | Anderen(*)                                                            | -          |            | 0,73       | 0          | -         |           | 0,32      | 0         | 3,82      | 0         | 2,46      | 0         | -          |            | 0,83       | 0          | -          |            |
| Totaal stemmen       | Totaal stemmen                                                        | 11963      | 11963      | 13490      | 13490      | 14385     | 14385     | 15355     | 15355     | 16083     | 16083     | 15872     | 15872     | 15830      | 15830      | 17054      | 17054      | 11754      | 11754      |
| Opkomst %            | Opkomst %                                                             |            |            |            |            | 96,59     | 96,59     | 95,77     | 95,77     | 95,22     | 95,22     |           |           | 94,18      | 94,18      | 94,32      | 94,32      | 63,1       | 63,1       |
| Blanco en ongeldig % | Blanco en ongeldig %                                                  | 2,11       | 2,11       | 4,07       | 4,07       | 3,6       | 3,6       | 3,8       | 3,8       | 3,74      | 3,74      |           |           | 4,51       | 4,51       | 4,04       | 4,04       | 1,1        | 1,1        |

De rode cijfers naast de gegevens duiden aan onder welke naam de partijen telkens bij een verkiezing opkwamen.

De zetels van de gevormde meerderheid staan vetjes afgedrukt

(*) 1982: PVDA (0,73%) / 1994: PVDA (0,32%) / 2000: ANDERS (2,41%), ALLEEN (1,41%) / 2006: SAMEN (2,46%) / 2018: Lijst 8210 (0,83%)

Bronnen: 1976-2000: Verkiezingsdatabase Binnenlandse Zaken

## Demografische evolutie

### Demografische evolutie voor de fusie
- Bronnen:NIS, Opm:1831 tot en met 1970=volkstellingen; 1976 = inwoneraantal op 31 december
- 1920:  afscheiding van Veldegem in 1919 (met 2.264 inwoners)

### Demografische ontwikkeling van de fusiegemeente
Alle historische gegevens hebben betrekking op de huidige gemeente, inclusief deelgemeenten, zoals ontstaan na de fusie van 1 januari 1977.
- Bronnen:NIS, Opm:1831 tot en met 1981=volkstellingen; 1990 en later= inwonertal op 1 januari

| Inwoners van jaar tot jaar op 1 januari 1992 tot heden | Inwoners van jaar tot jaar op 1 januari 1992 tot heden | Inwoners van jaar tot jaar op 1 januari 1992 tot heden |
| jaar                                                   | Aantal                                                 | Evolutie: 1992=index 100                               |
| ------------------------------------------------------ | ------------------------------------------------------ | ------------------------------------------------------ |
| 1992                                                   | 20.725                                                 | 100,0                                                  |
| 1993                                                   | 20.944                                                 | 101,1                                                  |
| 1994                                                   | 21.124                                                 | 101,9                                                  |
| 1995                                                   | 21.195                                                 | 102,3                                                  |
| 1996                                                   | 21.381                                                 | 103,2                                                  |
| 1997                                                   | 21.681                                                 | 104,6                                                  |
| 1998                                                   | 21.797                                                 | 105,2                                                  |
| 1999                                                   | 21.927                                                 | 105,8                                                  |
| 2000                                                   | 22.020                                                 | 106,2                                                  |
| 2001                                                   | 21.993                                                 | 106,1                                                  |
| 2002                                                   | 21.918                                                 | 105,8                                                  |
| 2003                                                   | 21.938                                                 | 105,9                                                  |
| 2004                                                   | 21.853                                                 | 105,4                                                  |
| 2005                                                   | 21.763                                                 | 105,0                                                  |
| 2006                                                   | 21.835                                                 | 105,4                                                  |
| 2007                                                   | 21.940                                                 | 105,9                                                  |
| 2008                                                   | 22.067                                                 | 106,5                                                  |
| 2009                                                   | 22.058                                                 | 106,4                                                  |
| 2010                                                   | 22.180                                                 | 107,0                                                  |
| 2011                                                   | 22.357                                                 | 107,9                                                  |
| 2012                                                   | 22.320                                                 | 107,7                                                  |
| 2013                                                   | 22.349                                                 | 107,8                                                  |
| 2014                                                   | 22.299                                                 | 107,6                                                  |
| 2015                                                   | 22.407                                                 | 108,1                                                  |
| 2016                                                   | 22.479                                                 | 108,5                                                  |
| 2017                                                   | 22.554                                                 | 108,8                                                  |
| 2018                                                   | 22.635                                                 | 109,2                                                  |
| 2019                                                   | 22.819                                                 | 110,1                                                  |
| 2020                                                   | 22.852                                                 | 110,3                                                  |
| 2021                                                   | 22.901                                                 | 110,5                                                  |
| 2022                                                   | 23.157                                                 | 111,7                                                  |
| 2023                                                   | 23.391                                                 | 112,9                                                  |
| 2024                                                   | 23.460                                                 | 113,2                                                  |
| 2025                                                   | 23.635                                                 | 114,0                                                  |

## Bekende personen
- Aimé Claeys, fietsen en motorfietsenfabrikant
- Leon Claeys, industrieel, ontwikkelaar van maaidorsers
- Pol Claeys (1933–2011), directeur van fietsen- en motorfietsenfabrikant Flandria en oprichter van de Flandria-wielerploeg.
- Remi Claeys fietsen- en motorfietsenfabrikant, aluminiumfabrikant
- Adolphe de Vrière, minister van Buitenlandse Zaken
- Louis Flion, Vlaamse zanger

## Verenigingen
- Chiro Zedelgem Dorp
- Excelsior Zedelgem

## Trivia
- Het boek De Metsiers van Hugo Claus speelt zich voornamelijk af op een hoeve vlak bij Zedelgem.

## Zustergemeenten
- Reil, Duitsland

## Nabijgelegen kernen
Snellegem, Aartrijke, De Leeuw